# Einband-Europameisterschaft 1992

Logo CEB (ausrichtender Verband)

Veranstaltungsort: Gubbenvorst

Die Einband-Europameisterschaft 1992 war das 39. Turnier in dieser Disziplin des Karambolagebillards und fand vom 25. bis zum 29. März 1992 in Gubbenvorst, einem Ortsteil von Horst aan de Maas, statt. Es war die neunte Einband-Europameisterschaft in den Niederlanden.

## Geschichte
Den ersten Sieger bei einer Einband-EM seit 37 Jahren stellte mit dem Bochumer Fabian Blondeel wieder einmal der Deutsche Billardbund DBB. Da der erst 21-jährige Martin Horn bei seiner ersten Einband-EM Dritter wurde standen damit am Ende auch erstmals seit 1955 wieder zwei Deutsche auf dem Siegerpodest. Der Luxemburger Fonsy Grethen, der im Einband bereits fünf Medaillen gewann, musste damit weiter auf seinen ersten Titel warten. Mit Thomas Wildförster, der den Titelverteidiger Frédéric Caudron aus dem Turnier eliminierte, Volker Baten und Wolfgang Zenkner konnten sich noch drei weitere Deutsche in den Top 8 platzieren.  Insgesamt war es ein deutlich höheres Leistungsniveau als bei der letzten EM.

## Turniermodus
Gespielt wurde eine Vor-Qualifikation mit 8 Gruppen à 3 (einmal 4) Spielern, wovon sich 10 Teilnehmer für die Haupt-Qualifikation qualifizieren. Dann wurde eine Haupt-Qualifikation  mit 8 Gruppen à 3 Teilnehmer gebildet, wovon sich die Gruppensieger für das Hauptturnier qualifizieren konnten. Diese acht Spieler trafen die auf die acht gesetzten Spieler. Hier gab es ein Doppel-KO System mit einer Sieger- und einer Trostrunde, wobei die Spieler für das Finale und das Spiel um Platz drei ermittelt wurden. Es wurde auf zwei Gewinnsätze à 50 Punkte gespielt. Endete ein Satz 50:50 in einer Aufnahme gab es einen Tie Break. Endete auch dieser Unentschieden wurde ein Bandenentscheid (BE) gespielt um den Sieger zu ermitteln. Es wurde ohne Nachstoß gespielt, außer bei einer Partie in einer Aufnahme.
Bei MP-Gleichstand wird in folgender Reihenfolge gewertet:
1. MP = Matchpunkte
2. SP = Satzpunkte
3. GD = Generaldurchschnitt
4. HS = Höchstserie

## Qualifikation

### Vor-Qualifikation
| MP    | Match Points (Sieger = 2; Unentschieden = 1; Verlierer = 0) |
| Pkte. | Erzielte Karambolagen                                       |
| Aufn. | Benötigte Versuche                                          |
| GD    | Generaldurchschnitt                                         |
| BED   | Bester Einzeldurchschnitt eines Spielers                    |
| HS    | Höchstserie                                                 |
|       | Bester GD des Turniers                                      |
|       | Bester ED des Turniers                                      |
|       | Beste HS des Turniers                                       |
|       | 1. Platz (Gold)                                             |
|       | 2. Platz (Silber)                                           |
|       | 3. Platz (Bronze)                                           |

| Abschlusstabelle Gruppe A | Abschlusstabelle Gruppe A | Abschlusstabelle Gruppe A | Abschlusstabelle Gruppe A | Abschlusstabelle Gruppe A | Abschlusstabelle Gruppe A | Abschlusstabelle Gruppe A | Abschlusstabelle Gruppe A |
| Platz                     | Name                      | MP                        | SP                        | Pkte                      | Aufn.                     | GD                        | BED                       |
| ------------------------- | ------------------------- | ------------------------- | ------------------------- | ------------------------- | ------------------------- | ------------------------- | ------------------------- |
| 1                         | Philippe Deraes           | 4:0                       | 8:0                       | 200                       | 39                        | 5,12                      | 5,55                      |
| 2                         | Torsten Lechelt           | 2:2                       | 4:6                       | 176                       | 68                        | 2,58                      | 2,75                      |
| 3                         | Uwe van den Berg          | 0:4                       | 2:8                       | 148                       | 64                        | 2,31                      | –                         |

| Abschlusstabelle Gruppe B | Abschlusstabelle Gruppe B | Abschlusstabelle Gruppe B | Abschlusstabelle Gruppe B | Abschlusstabelle Gruppe B | Abschlusstabelle Gruppe B | Abschlusstabelle Gruppe B | Abschlusstabelle Gruppe B |
| Platz                     | Name                      | MP                        | SP                        | Pkte                      | Aufn.                     | GD                        | BED                       |
| ------------------------- | ------------------------- | ------------------------- | ------------------------- | ------------------------- | ------------------------- | ------------------------- | ------------------------- |
| 1                         | Johan Claessen            | 2:2                       | 6:4                       | 212                       | 46                        | 4,60                      | 5,55                      |
| 2                         | Gerard Landman            | 2:2                       | 6:6                       | 252                       | 71                        | 3,54                      | 3,92                      |
| 3                         | Robert Steinbach          | 2:2                       | 4:6                       | 195                       | 60                        | 3,25                      | 2,90                      |

| Abschlusstabelle Gruppe C | Abschlusstabelle Gruppe C | Abschlusstabelle Gruppe C | Abschlusstabelle Gruppe C | Abschlusstabelle Gruppe C | Abschlusstabelle Gruppe C | Abschlusstabelle Gruppe C | Abschlusstabelle Gruppe C |
| Platz                     | Name                      | MP                        | SP                        | Pkte                      | Aufn.                     | GD                        | BED                       |
| ------------------------- | ------------------------- | ------------------------- | ------------------------- | ------------------------- | ------------------------- | ------------------------- | ------------------------- |
| 1                         | Fabrice Puigvert          | 4:0                       | 8:0                       | 200                       | 42                        | 4,76                      | 5,00                      |
| 2                         | Jean Arnaud               | 2:2                       | 4:6                       | 171                       | 64                        | 2,67                      | 2,90                      |
| 3                         | Christ Calemein           | 0:4                       | 2:8                       | 167                       | 62                        | 2,69                      | –                         |

| Abschlusstabelle Gruppe D | Abschlusstabelle Gruppe D | Abschlusstabelle Gruppe D | Abschlusstabelle Gruppe D | Abschlusstabelle Gruppe D | Abschlusstabelle Gruppe D | Abschlusstabelle Gruppe D | Abschlusstabelle Gruppe D |
| Platz                     | Name                      | MP                        | SP                        | Pkte                      | Aufn.                     | GD                        | BED                       |
| ------------------------- | ------------------------- | ------------------------- | ------------------------- | ------------------------- | ------------------------- | ------------------------- | ------------------------- |
| 1                         | José Luis Liarte          | 4:0                       | 8:2                       | 242                       | 39                        | 6,20                      | 6,45                      |
| 2                         | Ferdinand Polman          | 2:2                       | 6:6                       | 237                       | 48                        | 4,93                      | 4,14                      |
| 3                         | Francis Forton            | 0:4                       | 2:8                       | 164                       | 43                        | 3,81                      | –                         |

| Abschlusstabelle Gruppe E | Abschlusstabelle Gruppe E | Abschlusstabelle Gruppe E | Abschlusstabelle Gruppe E | Abschlusstabelle Gruppe E | Abschlusstabelle Gruppe E | Abschlusstabelle Gruppe E | Abschlusstabelle Gruppe E |
| Platz                     | Name                      | MP                        | SP                        | Pkte                      | Aufn.                     | GD                        | BED                       |
| ------------------------- | ------------------------- | ------------------------- | ------------------------- | ------------------------- | ------------------------- | ------------------------- | ------------------------- |
| 1                         | Freek Ottenhof            | 2:2                       | 6:4                       | 184                       | 41                        | 4,48                      | 7,14                      |
| 2                         | Efstratios Stavrakidis    | 2:2                       | 4:4                       | 132                       | 38                        | 3,47                      | 4,00                      |
| 3                         | Willy Leman               | 2:2                       | 4:6                       | 188                       | 52                        | 3,61                      | 4,50                      |

| Abschlusstabelle Gruppe F | Abschlusstabelle Gruppe F | Abschlusstabelle Gruppe F | Abschlusstabelle Gruppe F | Abschlusstabelle Gruppe F | Abschlusstabelle Gruppe F | Abschlusstabelle Gruppe F | Abschlusstabelle Gruppe F |
| Platz                     | Name                      | MP                        | SP                        | Pkte                      | Aufn.                     | GD                        | BED                       |
| ------------------------- | ------------------------- | ------------------------- | ------------------------- | ------------------------- | ------------------------- | ------------------------- | ------------------------- |
| 1                         | Dieter Großjung           | 4:0                       | 8:4                       | 261                       | 48                        | 5,43                      | 6,33                      |
| 2                         | Ad Klijn                  | 2:2                       | 6:6                       | 210                       | 51                        | 4,11                      | 4,25                      |
| 3                         | Francisco Fortiana        | 0:4                       | 4:8                       | 195                       | 57                        | 3,42                      | –                         |

| Abschlusstabelle Gruppe G | Abschlusstabelle Gruppe G | Abschlusstabelle Gruppe G | Abschlusstabelle Gruppe G | Abschlusstabelle Gruppe G | Abschlusstabelle Gruppe G | Abschlusstabelle Gruppe G | Abschlusstabelle Gruppe G |
| Platz                     | Name                      | MP                        | SP                        | Pkte                      | Aufn.                     | GD                        | BED                       |
| ------------------------- | ------------------------- | ------------------------- | ------------------------- | ------------------------- | ------------------------- | ------------------------- | ------------------------- |
| 1                         | Henri Tilleman            | 4:0                       | 8:0                       | 200                       | 40                        | 5,00                      | 5,26                      |
| 2                         | Egidio Vierat             | 2:2                       | 4:6                       | 178                       | 24                        | 7,41                      | 18,33                     |
| 3                         | Jean Paul de Bruijn       | 0:4                       | 2:8                       | 110                       | 26                        | 4,23                      | –                         |

| Abschlusstabelle Gruppe H | Abschlusstabelle Gruppe H | Abschlusstabelle Gruppe H | Abschlusstabelle Gruppe H | Abschlusstabelle Gruppe H | Abschlusstabelle Gruppe H | Abschlusstabelle Gruppe H | Abschlusstabelle Gruppe H |
| Platz                     | Name                      | MP                        | SP                        | Pkte                      | Aufn.                     | GD                        | BED                       |
| ------------------------- | ------------------------- | ------------------------- | ------------------------- | ------------------------- | ------------------------- | ------------------------- | ------------------------- |
| 1                         | Leo Koomen                | 6:0                       | 12:2                      | 332                       | 73                        | 4,54                      | 6,66                      |
| 2                         | Heinz Janzen              | 4:2                       | 10:6                      | 329                       | 62                        | 5,30                      | 10,00                     |
| 3                         | Uwe Matuszak              | 2:4                       | 4:10                      | 260                       | 52                        | 5,00                      | 6,09                      |
| 3                         | Marc Massé                | 0:6                       | 4:12                      | 251                       | 51                        | 4,92                      | –                         |

### Haupt-Qualifikation
| Abschlusstabelle Gruppe A | Abschlusstabelle Gruppe A | Abschlusstabelle Gruppe A | Abschlusstabelle Gruppe A | Abschlusstabelle Gruppe A | Abschlusstabelle Gruppe A | Abschlusstabelle Gruppe A | Abschlusstabelle Gruppe A |
| Platz                     | Name                      | MP                        | SP                        | Pkte                      | Aufn.                     | GD                        | BED                       |
| ------------------------- | ------------------------- | ------------------------- | ------------------------- | ------------------------- | ------------------------- | ------------------------- | ------------------------- |
| 1                         | Philippe Deraes           | 4:0                       | 8:0                       | 200                       | 25                        | 8,00                      | 8,33                      |
| 2                         | Stephan Horvath           | 2:2                       | 4:6                       | 194                       | 33                        | 5,87                      | 5,59                      |
| 3                         | José Luis Liarte          | 0:4                       | 2:8                       | 167                       | 33                        | 5,06                      | –                         |

| Abschlusstabelle Gruppe B | Abschlusstabelle Gruppe B | Abschlusstabelle Gruppe B | Abschlusstabelle Gruppe B | Abschlusstabelle Gruppe B | Abschlusstabelle Gruppe B | Abschlusstabelle Gruppe B | Abschlusstabelle Gruppe B |
| Platz                     | Name                      | MP                        | SP                        | Pkte                      | Aufn.                     | GD                        | BED                       |
| ------------------------- | ------------------------- | ------------------------- | ------------------------- | ------------------------- | ------------------------- | ------------------------- | ------------------------- |
| 1                         | Wolfgang Zenkner          | 4:0                       | 8:4                       | 257                       | 27                        | 9,51                      | 13,62                     |
| 2                         | Heinz Janzen              | 2:2                       | 6:4                       | 168                       | 29                        | 5,79                      | 9,09                      |
| 3                         | Ferdinand Polman          | 0:4                       | 2:8                       | 123                       | 17                        | 7,23                      | –                         |

| Abschlusstabelle Gruppe C | Abschlusstabelle Gruppe C | Abschlusstabelle Gruppe C | Abschlusstabelle Gruppe C | Abschlusstabelle Gruppe C | Abschlusstabelle Gruppe C | Abschlusstabelle Gruppe C | Abschlusstabelle Gruppe C |
| Platz                     | Name                      | MP                        | SP                        | Pkte                      | Aufn.                     | GD                        | BED                       |
| ------------------------- | ------------------------- | ------------------------- | ------------------------- | ------------------------- | ------------------------- | ------------------------- | ------------------------- |
| 1                         | Stefan Galla              | 4:0                       | 8:2                       | 200                       | 22                        | 9,09                      | 11,11                     |
| 2                         | Freek Ottenhof            | 2:2                       | 4:4                       | 155                       | 30                        | 5,16                      | 4,54                      |
| 3                         | Gerard Landman            | 0:4                       | 2:8                       | 169                       | 34                        | 4,97                      | –                         |

| Abschlusstabelle Gruppe D | Abschlusstabelle Gruppe D | Abschlusstabelle Gruppe D | Abschlusstabelle Gruppe D | Abschlusstabelle Gruppe D | Abschlusstabelle Gruppe D | Abschlusstabelle Gruppe D | Abschlusstabelle Gruppe D |
| Platz                     | Name                      | MP                        | SP                        | Pkte                      | Aufn.                     | GD                        | BED                       |
| ------------------------- | ------------------------- | ------------------------- | ------------------------- | ------------------------- | ------------------------- | ------------------------- | ------------------------- |
| 1                         | Fabrice Puigvert          | 4:0                       | 8:4                       | 249                       | 46                        | 5,41                      | 5,80                      |
| 2                         | Dieter Großjung           | 2:2                       | 6:6                       | 242                       | 40                        | 6,05                      | 8,37                      |
| 3                         | Eddy Leppens              | 0:4                       | 4:8                       | 183                       | 35                        | 5,22                      | –                         |

| Abschlusstabelle Gruppe E | Abschlusstabelle Gruppe E | Abschlusstabelle Gruppe E | Abschlusstabelle Gruppe E | Abschlusstabelle Gruppe E | Abschlusstabelle Gruppe E | Abschlusstabelle Gruppe E | Abschlusstabelle Gruppe E |
| Platz                     | Name                      | MP                        | SP                        | Pkte                      | Aufn.                     | GD                        | BED                       |
| ------------------------- | ------------------------- | ------------------------- | ------------------------- | ------------------------- | ------------------------- | ------------------------- | ------------------------- |
| 1                         | Henri Tilleman            | 4:0                       | 8:2                       | 241                       | 29                        | 8,31                      | 14,28                     |
| 2                         | Antonio Oddo              | 2:2                       | 6:4                       | 209                       | 37                        | 5,64                      | 6,66                      |
| 3                         | Brahim Djoubri            | 0:4                       | 0:8                       | 73                        | 20                        | 3,65                      | –                         |

| Abschlusstabelle Gruppe F | Abschlusstabelle Gruppe F | Abschlusstabelle Gruppe F | Abschlusstabelle Gruppe F | Abschlusstabelle Gruppe F | Abschlusstabelle Gruppe F | Abschlusstabelle Gruppe F | Abschlusstabelle Gruppe F |
| Platz                     | Name                      | MP                        | SP                        | Pkte                      | Aufn.                     | GD                        | BED                       |
| ------------------------- | ------------------------- | ------------------------- | ------------------------- | ------------------------- | ------------------------- | ------------------------- | ------------------------- |
| 1                         | Johan Claessen            | 2:2                       | 6:4                       | 214                       | 43                        | 4,97                      | 4,34                      |
| 2                         | Peter de Backer           | 2:2                       | 6:6                       | 201                       | 39                        | 5,15                      | 5,95                      |
| 3                         | Gerhard Ralis             | 2:2                       | 4:6                       | 201                       | 41                        | 4,90                      | 5,52                      |

| Abschlusstabelle Gruppe G | Abschlusstabelle Gruppe G | Abschlusstabelle Gruppe G | Abschlusstabelle Gruppe G | Abschlusstabelle Gruppe G | Abschlusstabelle Gruppe G | Abschlusstabelle Gruppe G | Abschlusstabelle Gruppe G |
| Platz                     | Name                      | MP                        | SP                        | Pkte                      | Aufn.                     | GD                        | BED                       |
| ------------------------- | ------------------------- | ------------------------- | ------------------------- | ------------------------- | ------------------------- | ------------------------- | ------------------------- |
| 1                         | Martin Horn               | 4:0                       | 8:2                       | 205                       | 29                        | 7,06                      | 7,69                      |
| 2                         | Michael Hikl              | 2:2                       | 6:6                       | 215                       | 44                        | 4,88                      | 4,71                      |
| 3                         | Leo Koomen                | 0:4                       | 2:8                       | 154                       | 41                        | 3,75                      | –                         |

| Abschlusstabelle Gruppe H | Abschlusstabelle Gruppe H | Abschlusstabelle Gruppe H | Abschlusstabelle Gruppe H | Abschlusstabelle Gruppe H | Abschlusstabelle Gruppe H | Abschlusstabelle Gruppe H | Abschlusstabelle Gruppe H |
| Platz                     | Name                      | MP                        | SP                        | Pkte                      | Aufn.                     | GD                        | BED                       |
| ------------------------- | ------------------------- | ------------------------- | ------------------------- | ------------------------- | ------------------------- | ------------------------- | ------------------------- |
| 1                         | Ad Klijn                  | 4:0                       | 8:2                       | 249                       | 45                        | 5,53                      | 10,00                     |
| 2                         | Carlos Tuset              | 4:4                       | 3:2                       | 182                       | 45                        | 4,04                      | 10,00                     |
| 3                         | Pedro Arnau               | 0:8                       | 0:4                       | 71                        | 18                        | 3,94                      | –                         |

## Hauptturnier

### Siegerrunde
| Name                   | MP  | SP  | 1. Satz | 2. Satz | 3. Satz | Pkte. | Aufn. | GD    |
| ---------------------- | --- | --- | ------- | ------- | ------- | ----- | ----- | ----- |
| 1. Runde               |     |     |         |         |         |       |       |       |
| Frédéric Caudron       | 2:0 | 4:0 | 50(9)   | 50(5)   |         | 100   | 14    | 7,14  |
| Ad Klijn               | 0:2 | 0:4 | 17(9)   | 29(4)   |         | 46    | 13    | 3,53  |
| Harry van der Boogaard | 0:2 | 2:4 | 44(10)  | 50(12)  | 11(3)   | 105   | 25    | 4,20  |
| Henri Tilleman         | 2:0 | 4:2 | 50(10)  | 44(12)  | 50(3)   | 144   | 25    | 5,76  |
| Franz Stenzel          | 2:0 | 4:0 | 50(8)   | 50(10)  |         | 100   | 18    | 5,55  |
| Stefan Galla           | 0:2 | 0:4 | 45(8)   | 30(9)   |         | 75    | 17    | 4,41  |
| Fabian Blondeel        | 2:0 | 4:0 | 50(15)  | 50(4)   |         | 100   | 19    | 5,26  |
| Martin Horn            | 0:2 | 0:4 | 40(15)  | 35(3)   |         | 75    | 18    | 4,16  |
| Jos Bongers            | 2:0 | 4:0 | 50(2)   | 50(3)   |         | 100   | 5     | 20,00 |
| Philippe Deraes        | 0:2 | 0:4 | 2(2)    | 4(2)    |         | 6     | 4     | 1,50  |
| Volker Baten           | 0:2 | 2:4 | 50(9)   | 42(12)  | 14(11)  | 106   | 32    | 3,31  |
| Johan Claessen         | 2:0 | 4:2 | 24(9)   | 50(12)  | 50(12)  | 124   | 33    | 3,75  |
| Thomas Wildförster     | 0:2 | 0:4 | 35(7)   | 33(7)   |         | 68    | 14    | 4,85  |
| Wolfgang Zenkner       | 2:0 | 4:0 | 50(7)   | 50(8)   |         | 100   | 15    | 6,66  |
| Fonsy Grethen          | 2:0 | 4:0 | 50(10)  | 50(9)   |         | 100   | 19    | 5,26  |
| Fabrice Puigvert       | 0:2 | 0:4 | 41(10)  | 34(8)   |         | 75    | 18    | 4,16  |
| 2. Runde               |     |     |         |         |         |       |       |       |
| Frédéric Caudron       | 0:2 | 0:4 | 43(2)   | 43(4)   |         | 86    | 6     | 14,33 |
| Henri Tilleman         | 2:0 | 4:0 | 50(2)   | 50(5)   |         | 100   | 7     | 14,28 |
| Franz Stenzel          | 0:2 | 2:4 | 40(4)   | 50(4)   | 41(7)   | 131   | 15    | 8,73  |
| Fabian Blondeel        | 2:0 | 4:2 | 50(4)   | 5(4)    | 50(8)   | 105   | 16    | 6,56  |
| Jos Bongers            | 2:0 | 4:0 | 50(9)   | 50(12)  |         | 100   | 21    | 4,76  |
| Johan Claessen         | 0:2 | 0:4 | 37(9)   | 35(11)  |         | 72    | 20    | 3,60  |
| Wolfgang Zenkner       | 0:2 | 0:4 | 0(1)    | 32(8)   |         | 31    | 9     | 3,44  |
| Fonsy Grethen          | 2:0 | 4:0 | 50(2)   | 50(8)   |         | 100   | 10    | 10,00 |
| 3. Runde               |     |     |         |         |         |       |       |       |
| Henri Tilleman         | 0:2 | 0:4 | 15(4)   | 31(2)   |         | 46    | 6     | 7,66  |
| Fabian Blondeel        | 2:0 | 4:0 | 50(4)   | 50(3)   |         | 100   | 7     | 14,28 |
| Jos Bongers            | 0:2 | 0:4 | 18(2)   | 19(2)   |         | 37    | 4     | 9,25  |
| Fonsy Grethen          | 2:0 | 4:0 | 50(2)   | 50(3)   |         | 100   | 5     | 20,00 |
| Finale                 |     |     |         |         |         |       |       |       |
| Fabian Blondeel        | 2:0 | 4:2 | 50(5)   | 46(8)   | 50(3)   | 146   | 16    | 9,12  |
| Fonsy Grethen          | 0:2 | 2:4 | 3(5)    | 50(8)   | 31(3)   | 84    | 16    | 5,25  |

| Name                   | MP  | SP  | 1. Satz | 2. Satz | 3. Satz | Pkte. | Aufn. | GD    |
| ---------------------- | --- | --- | ------- | ------- | ------- | ----- | ----- | ----- |
| 1. Runde               |     |     |         |         |         |       |       |       |
| Ad Klijn               | 2:0 | 4:0 | 50(5)   | 50(11)  |         | 100   | 16    | 6,25  |
| Harry van der Boogaard | 0:2 | 0:4 | 30(5)   | 43(10)  |         | 73    | 15    | 4,86  |
| Stefan Galla           | 0:2 | 2:4 | 36(5)   | 50(1)   | 18(8)   | 76    | 14    | 5,42  |
| Martin Horn            | 2:0 | 4:2 | 50(5)   | 8(1)    | 50(8)   | 136   | 14    | 9,71  |
| Philippe Deraes        | 0:2 | 0:4 | 16(4)   | 30(9)   |         | 46    | 13    | 3,53  |
| Volker Baten           | 2:0 | 4:0 | 50(4)   | 50(10)  |         | 100   | 14    | 7,14  |
| Thomas Wildförster     | 2:0 | 4:2 | 50(6)   | 27(5)   | 50(4)   | 127   | 15    | 8,46  |
| Fabrice Puigvert       | 0:2 | 2:4 | 34(6)   | 50(5)   | 19(4)   | 103   | 15    | 6,86  |
| 2. Runde               |     |     |         |         |         |       |       |       |
| Ad Klijn               | 0:2 | 0:4 | 24(4)   | 10(2)   |         | 34    | 6     | 5,66  |
| Wolfgang Zenkner       | 2:0 | 4:0 | 50(4)   | 50(3)   |         | 100   | 7     | 14,28 |
| Martin Horn            | 2:0 | 4:0 | 50(12)  | 50(8)   |         | 100   | 20    | 5,00  |
| Johan Claessen         | 0:2 | 0:4 | 35(12)  | 19(7)   |         | 54    | 19    | 2,85  |
| Volker Baten           | 2:0 | 4:2 | 2(4)    | 50(7)   | 50(11)  | 102   | 22    | 4,63  |
| Franz Stenzel          | 0:2 | 2:4 | 50(4)   | 38(7)   | 49(10)  | 137   | 21    | 6,52  |
| Thomas Wildförster     | 2:0 | 4:2 | 14(1)   | 50(4)   | 50(1)   | 114   | 6     | 19,00 |
| Frédéric Caudron       | 0:2 | 2:4 | 50(2)   | 42(3)   | 7(1)    | 99    | 6     | 16,50 |
| 3. Runde               |     |     |         |         |         |       |       |       |
| Wolfgang Zenkner       | 0:2 | 0:4 | 9(5)    | 47(8)   |         | 56    | 13    | 4,30  |
| Martin Horn            | 2:0 | 4:0 | 50(5)   | 50(9)   |         | 100   | 14    | 7,14  |
| Volker Baten           | 0:2 | 2:4 | 50(9)   | 35(2)   | 26(2)   | 111   | 13    | 8,53  |
| Thomas Wildförster     | 2:0 | 4:2 | 35(9)   | 50(2)   | 50(3)   | 135   | 14    | 9,64  |
| 4. Runde               |     |     |         |         |         |       |       |       |
| Martin Horn            | 2:0 | 4:2 | 50(4)   | 18(4)   | 50(3)   | 118   | 11    | 10,72 |
| Henri Tilleman         | 0:2 | 2:4 | 29(4)   | 50(4)   | 44(2)   | 123   | 10    | 12,30 |
| Thomas Wildförster     | 0:2 | 0:4 | 31(6)   | 46(9)   |         | 77    | 15    | 5,13  |
| Jos Bongers            | 2:0 | 4:0 | 50(6)   | 50(10)  |         | 100   | 16    | 6,25  |
| Spiel um Platz 3       |     |     |         |         |         |       |       |       |
| Martin Horn            | 2:0 | 4:0 | 50(5)   | 50(6)   |         | 100   | 11    | 9,09  |
| Jos Bongers            | 0:2 | 0:4 | 22(5)   | 43(5)   |         | 65    | 10    | 6,50  |

| MP    | Match Points (Sieger = 2; Unentschieden = 1; Verlierer = 0) |
| Pkte. | Erzielte Karambolagen                                       |
| Aufn. | Benötigte Versuche                                          |
| GD    | Generaldurchschnitt                                         |
| BED   | Bester Einzeldurchschnitt eines Spielers                    |
| HS    | Höchstserie                                                 |
|       | Bester GD des Turniers                                      |
|       | Bester ED des Turniers                                      |
|       | Beste HS des Turniers                                       |
|       | 1. Platz (Gold)                                             |
|       | 2. Platz (Silber)                                           |
|       | 3. Platz (Bronze)                                           |

| Platz                               | Name                   | Spiele | MP   | SP    | Pkte | Aufn. | GD    | BED   | BSD   | HS |
| ----------------------------------- | ---------------------- | ------ | ---- | ----- | ---- | ----- | ----- | ----- | ----- | -- |
| 1                                   | Fabian Blondeel        | 4      | 8:0  | 16:4  | 451  | 58    | 7,77  | 14,28 | 16,66 | 50 |
| 2                                   | Fonsy Grethen          | 4      | 6:2  | 14:4  | 384  | 50    | 7,68  | 20,00 | 25,00 | 50 |
| 3                                   | Martin Horn            | 6      | 10:2 | 20:14 | 629  | 82    | 7,67  | 10,72 | 50,00 | 50 |
| 4                                   | Jos Bongers            | 5      | 6:4  | 12:8  | 402  | 56    | 7,17  | 20,00 | 25,00 | 50 |
| 5                                   | Henri Tilleman         | 4      | 4:4  | 10:10 | 413  | 48    | 8,60  | 14,28 | 25,00 | 48 |
| 6                                   | Thomas Wildförster     | 5      | 6:4  | 12:10 | 521  | 63    | 8,26  | 19,00 | 50,00 | 50 |
| 7                                   | Volker Baten           | 4      | 4:4  | 12:10 | 419  | 81    | 5,17  | 7,14  | 12,50 | 50 |
| 8                                   | Wolfgang Zenkner       | 4      | 4:4  | 8:8   | 287  | 44    | 6,52  | 14,28 | 7,14  | 44 |
| 9                                   | Franz Stenzel          | 3      | 2:4  | 8:8   | 368  | 54    | 6,81  | 5,55  | 12,50 | 50 |
| 10                                  | Frédéric Caudron       | 3      | 2:4  | 6:8   | 285  | 26    | 10,96 | 7,14  | 25,00 | 36 |
| 11                                  | Ad Klijn               | 3      | 2:4  | 4:8   | 180  | 35    | 5,14  | 6,25  | 10,00 | 35 |
| 12                                  | Johan Claessen         | 3      | 2:4  | 4:10  | 150  | 72    | 3,47  | 3,75  | 4,16  | 50 |
| 13                                  | Fabrice Puigvert       | 2      | 0:4  | 2:8   | 178  | 31    | 5,74  | –     | 10,00 | 31 |
| 14                                  | Stefan Galla           | 2      | 0:4  | 2:8   | 151  | 31    | 4,87  | –     | 10,00 | 31 |
| 15                                  | Harry van der Boogaard | 2      | 0:4  | 2:8   | 178  | 40    | 4,45  | –     | 4,16  | 40 |
| 16                                  | Philippe Deraes        | 2      | 0:4  | 0:8   | 52   | 19    | 2,73  | –     | –     | 19 |
| Turnierdurchschnitt: Endrunde: 6,53 |                        |        |      |       |      |       |       |       |       |    |